# 渡辺省一
渡邊 省一（わたなべ しょういち、1930年4月21日 - 2000年9月29日）は、日本の政治家。自由民主党衆議院議員（6期）。
科学技術庁長官、総理府原子力委員会委員長を歴任した。2000年には勲一等瑞宝章を受章。前岩見沢市長で自由民主党所属の元衆議院議員、渡辺孝一は長男。

## 来歴・人物
美唄市立美唄国民学校、岩見沢中学校（現：岩見沢東高校）、中央大学経済学部卒。衆議院議員・篠田弘作の秘書を経て、1963年から北海道議会議員を4期務め、1979年の第35回衆議院議員総選挙に旧北海道4区から自民党公認で出馬し初当選（同じ区で自由革新同友会新人高橋辰夫も当選）。以降連続当選6回。党内では宏池会に属し、北海道開発・自治政務次官などを経て、1993年6月から8月まで宮澤改造内閣の科学技術庁長官を務めた。小選挙区比例代表並立制に移行した1996年の第41回衆議院議員総選挙に北海道10区から出馬したが小平忠正に敗北し比例復活ならず落選。
2000年9月29日、胸部大動脈瘤破裂のため死去、70歳没。